# Володин, Василий Михайлович
Василий Михайлович Володин (1924, Сасово — 7 января 1950, аэропорт Кольцово, близ Свердловска) — советский спортсмен, игравший в хоккей с мячом, хоккей с шайбой и футбол на позиции нападающего. Мастер спорта СССР по хоккею с шайбой.

## Биография
Воспитанник коллектива физкультуры Уралмашзавода, занимался футболом, хоккеем, лёгкой атлетикой.
В составе свердловского «Динамо» обладатель Кубка РСФСР по хоккею с мячом (1946—1948). Также играл за команду в соревнованиях по хоккею с шайбой, в сезоне 1947/48 — победитель зонального турнира первой лиги.
В футболе выступал за свердловские команды «Динамо» (1946—1947, 1948) и «Авангард». В составе «Авангарда» в 1948 году сыграл в группе I два матча, позднее аннулированных из-за смены формата турнира.
Играл в хоккей с шайбой за команду ВВС МВО (1948—1950).
Участник Великой Отечественной войны.
Погиб 7 января 1950 года в авиакатастрофе под Свердловском в составе хоккейной команды ВВС.

## Достижения
Хоккей с шайбой
- Чемпионат СССР

 Серебряный призёр: 1949